# 44 هـ
44 هـ هي سنة في التقويم الهجري امتدت مقابلةً في التقويم الميلادي بين سنتي 664 و665.

## وفيات
- أبو موسى الأشعري
- أم حبيبة